# 1424
1424 (MCDXXIV) var ett skottår som började en lördag i den julianska kalendern.

## Händelser

### Okänt datum
- Tyske kejsaren Sigismund blir skiljedomare i tvistemålet mellan Erik av Pommern och de holsteinska grevarna. Han fäller dom i frågan och det beslutas, att Sønderjylland och Friesland skall tillfalla danska kronan, vilket holsteinarna emellertid vägrar.
- Kung Erik beger sig på pilgrimsfärd till Jerusalem, varvid drottning Filippa blir nordisk regent i hans frånvaro.

## Födda
- 31 oktober – Vladislav III, kung av Polen 1434–1444
- Margareta Stuart av Skottland, fransk kronprinsessa.

## Avlidna
- 12 augusti – Zhu Di, kejsare av den kinesiska Mingdynastin.